# محوطه قلعه شلین
محوطه قلعه شلین مربوط به دوره اشکانیان - دوره ساسانیان است و در شهرستان گیلانغرب، بخش مرکزی، دهستان دیره، ۳۵۰ متری جنوب روستای شلین واقع شده و این اثر در تاریخ ۲۶ اسفند ۱۳۸۷ با شمارهٔ ثبت ۲۵۴۹۱ به‌عنوان یکی از آثار ملی ایران به ثبت رسیده است.